# Tipula (Eumicrotipula) hadrotrichia
Tipula (Eumicrotipula) hadrotrichia is een tweevleugelige uit de familie langpootmuggen (Tipulidae). De soort komt voor in het Neotropisch gebied.